# فرناندو یورنته (بازیکن فوتبال، زاده ۱۹۹۰)
فرناندو یورنته (انگلیسی: Fernando Llorente؛ زادهٔ ۱۸ سپتامبر ۱۹۹۰) بازیکن فوتبال اهل اسپانیا است.
از باشگاه‌هایی که در آن بازی کرده‌است می‌توان به باشگاه فوتبال سابادل، باشگاه فوتبال اتلتیکو مادرید، و باشگاه فوتبال رئال مورسیا اشاره کرد.